# Bergschadenkunde
Die Bergschadenkunde ist ein Wissens- und Forschungsgebiet aus dem Bereich des Markscheidewesens. Sie befasst sich mit den lokalen Gebirgs- und Bodenbewegungen und allfälligen Gebäudeschäden über bergbaulichen Abbauhohlräumen. In ihr werden die Auswirkungen auf die Erdoberfläche beschrieben und Maßnahmen zur Minderung und Regulierung von Bergschäden dargelegt.

## Geschichte
Erste Bücher zum Thema erschienen 1913 und 1926 von A. Goldreich unter dem Titel „Die Theorie der Bodensenkungen in Kohlengebieten“ bzw. „Die Bodenbewegungen im Kohlenrevier und deren Einfluss auf die Tagesoberfläche“ beim Springer-Verlag. Seit 1931 wird die Bergschadenkunde an den deutschen Bergbaufakultäten gelehrt.

## Heutige Aufgaben
Heute werden in der Bergschadenkunde im Wesentlichen Verfahren zur
- Vorausberechnung der Gebirgs- und Bodenbewegung über Abbaufeldern und Speicherkavernen sowie im Tagebauvorfeld
- Ermittlung der bei Gebirgs- und Bodenbewegung auf Bauwerke oder Schächte übertragenen Kräfte
- Bergschadenminderung durch Abbauführung, Abbaudimensionierung, Bauwerkssicherung, Überwachung und Regionalplanung
- technischen und verfahrensmäßigen Regulierung der Bergschäden, Beweissicherung
- Sanierung alter Bergbaufelder

entwickelt.